# Efeito Sachs-Wolfe
O efeito Sachs-Wolfe é uma propriedade observada na radiação cósmica de fundo em micro-ondas devida ao desvio para o vermelho gravitacional sofrido pelos fótons na última superfície de espalhamento e no seu caminho até o observador. O efeito foi previsto teoricamente em 1967 pelos físicos Rainer K. Sachs e Arthur M. Wolfe, de onde vem o seu nome.

## Efeito Sachs-Wolfe puro
O efeito Sachs-Wolfe puro é a componente do efeito Sachs-Wolfe que ocorre imediatamente após o momento do desacoplamento, quando os fótons sofrem uma alteração no comprimento de onda devido ao redshift gravitacional causado por diferenças de homogeneidade primordiais que geram perturbações na métrica do espaço-tempo. É um efeito primário observado em grandes escalas na radiação cósmica de fundo em micro-ondas.

## Efeito Sachs-Wolfe integrado
O efeito Sachs-Wolfe integrado é causado pela passagem dos fótons por poços e vales de potencial gravitacional desde a última superfície de espalhamento até o observador. Por seguirem trajetórias geodésicas, os fótons têm seus caminhos desviados por fontes gravitacionais massivas como aglomerados de galáxias que, por sua vez, evoluem no decorrer do fluxo de Hubble. Passando por uma fonte, após um certo intervalo de tempo cósmico {\displaystyle \Delta t}, o campo gravitacional da fonte terá se alterado e o fóton sairá deste poço gravitacional com uma energia diferente daquela que tinha quando entrou.